# Fautenbach
Fautenbach ist ein Stadtteil von Achern im Ortenaukreis in Baden-Württemberg.
Fautenbach ist eine Ortschaft im Sinne der baden-württembergischen Gemeindeordnung, das heißt, es gibt einen von den Wahlberechtigten bei jeder Kommunalwahl zu wählenden Ortschaftsrat mit einem Ortsvorsteher als Vorsitzenden. Zum Stadtteil Fautenbach gehört lediglich das gleichnamige Dorf.
Der Ort wurde als Vultenbach um 1085 erstmals erwähnt. Über das Kloster Hirsau kam es in den Besitz von Großweier und Schauenburg. Dann gehörte es zum Gericht Achern. Die bis dahin selbstständige Gemeinde Fautenbach wurde am 1. Januar 1973 nach Achern eingemeindet.
Die Fischer Group, ein großer Hersteller von Edelstahlröhren, hat ihren Sitz in Fautenbach und ist der größte Arbeitgeber Acherns.

Die Blasonierung des ehemaligen Gemeindewappens lautet: „In Silber ein roter Mühlstein.“